# مشرفة البوير
مشرفة البوير قرية سوريّة تتبع إداريّاً لمحافظة حلب منطقة منبج ناحية مركز منبج، بلغ تعداد سكانها 805 نسمة حسب التعداد السكاني لعام 2004.